# Giuseppe Cassella
Giuseppe, Antonio Pietro Cassella (Cusano Mutri, 14 octobre 1755 - Naples, 8 février 1808) est un astronome italien, professeur d'astronomie à l'Université de Naples et premier directeur de l'Observatoire astronomique de Naples.

## Biographie
À l'Université de Naples, Giuseppe Cassella étudie les mathématiques avec Giuseppe Marzucca et l'astronomie avec Felice Sabatelli. Il fréquente l'Observatoire de Padoue dirigé par Giuseppe Toaldo pour se spécialiser en astronomie. A son retour à Naples, en 1786, il est assistant de la chaire d'astronomie et de nautisme tenue par Ferdinando Messia de Prado et il enseigne l'astronomie nautique à l'Académie navale et la mécanique au Collège royal d'artillerie. En 1788, il publie les premières éphémérides astronomiques calculées pour le méridien de Naples.
En 1791, il est nommé astronome royal par Ferdinand IV et obtient du roi la permission de concevoir un observatoire dans l'angle est du bâtiment de l'Université, aujourd'hui le Musée archéologique. Le projet est conçu par l'architecte romain Pompeo Schiantarelli, mais les travaux sont rapidement abandonnés, après la seule construction du cadran solaire au sol de la "grande salle". En 1792, Ferdinand IV lui confie la construction de quatre cadrans solaires verticaux dans le palais de Carditello.

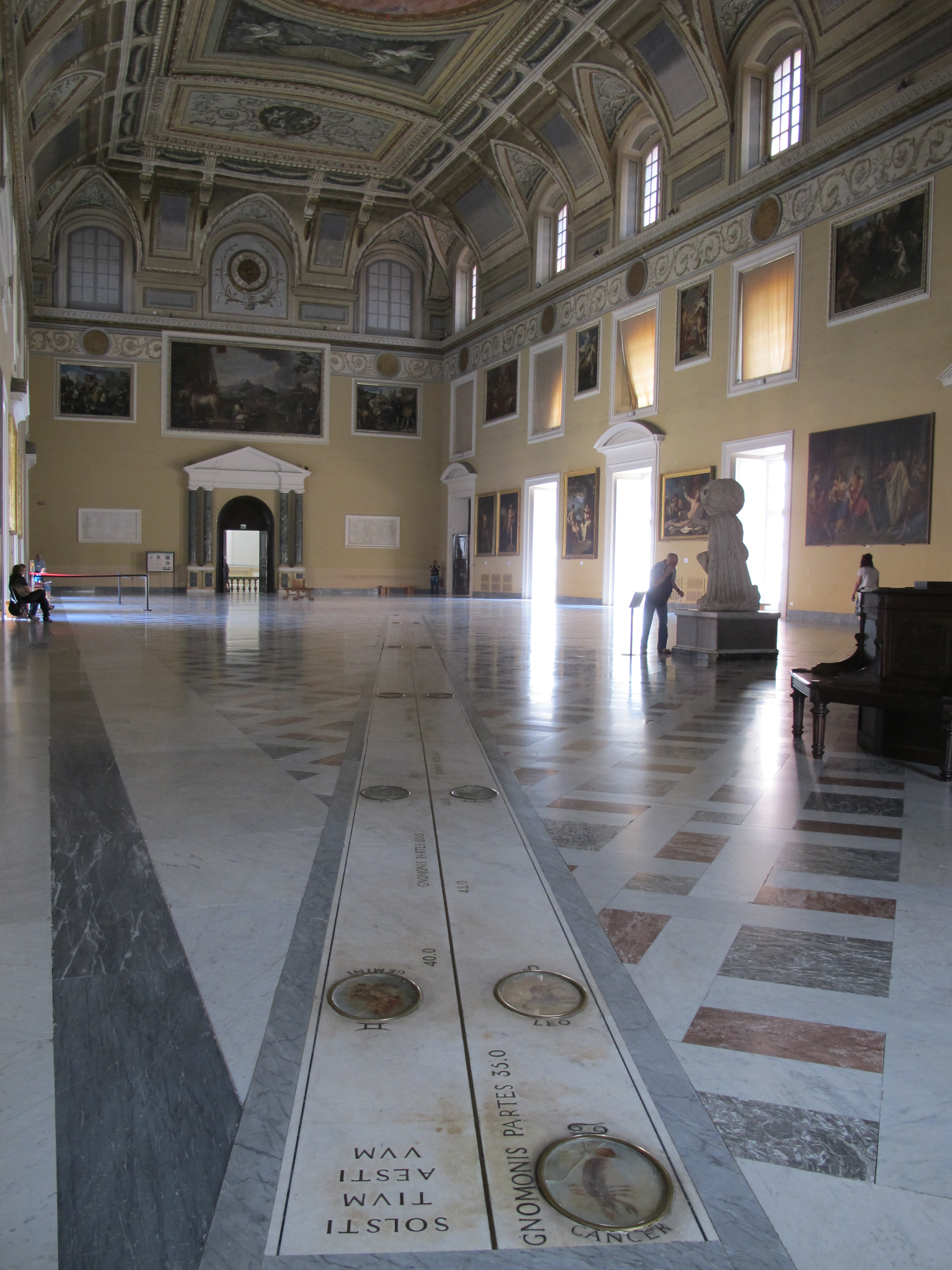
Musée Archéologique de Naples. Le cadran solaire réalisé par Cassella.

En 1807, le nouveau roi de Naples, Joseph Bonaparte, signe un décret pour installer l'observatoire astronomique de Naples dans l'ancien monastère de San Gaudioso.
Il est membre de l'Académie des sciences, des lettres et des arts de Padoue (vers 1788), de l'Académie des sciences de Turin (1797), de l'Institut national de la République napolitaine (1799), de l'Imperiale e Reale Ateneo Italiano (1807), de le Royal Institut d'Encouragement (1807) et de l'Académie Italienne des Sciences, des Lettres et des Arts de Livourne (1807).
Cassella meurt en février 1808, des suites d'une maladie contractée alors qu'il se livrait à des observations de la grande comète C/1807 R1.

## Travaux
- Giuseppe Cassella, Dei principali movimenti e fenomeni de' corpi celesti. Tavole calcolate per l'anno comune 1789 al meridiano di Napoli, In Napoli, 1788 (lire en ligne)
- Giuseppe Cassella, Efemeridi astronomiche per l'anno comune ... calcolate al meridiano di Napoli [da Giuseppe Cassella] ... per comodo e vantaggio degli studiosi dell'astronomia e della navigazione, Napoli, 1789-1797
- Giuseppe Cassella, Opuscoli di vario argomento di Giuseppe Cassella regio astronomo della Marina dell'Accademia delle scienze, lettere ed arti di Padova. Opuscolo 1. saggio d'un tentativo per risolvere l'equazioni di tutt'i gradi, In Napoli, nella stamperia di Pietro Perger, 1788 (lire en ligne)